# Eudryas unio
Eudryas unio là một loài bướm đêm thuộc họ Noctuidae. Loài này có ở hầu hết miền đông Hoa Kỳ từ miền trung New Hampshire và miền nam Ontario, phía nam đến miền nam Florida. Ở phía tây it ranges tới miền đông Great Plains, phía nam đến miền nam Texas và Veracruz dọc theo miền đông bờ biển của México. Có số lượng cô lập ở miền trung Utah và California.
Sải cánh dài 26–35 mm. Con trưởng thành bay từ tháng 5 đến tháng 8.
Ấu trùng ăn Vitis, Oenothera biennis, Ludwigia, Lythrum, Decodon verticillatus và Hibiscus. 

## Hình ảnh

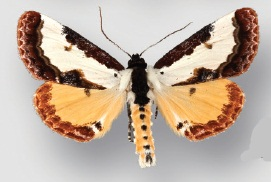